# سورن رشتونی
سورن بابکنی رشتونی (ارمنی: Սուրեն Բաբկենի Ռշտունի؛ زادهٔ ۲۹ ژوئیهٔ ۱۹۵۱ - درگذشته ۱۹ ژوئن ۲۰۲۰) کارگردان فیلم اهل ارمنستان است.

## زندگی‌نامه
وی در ۲۹ ژوئیه ۱۹۵۱ در ایروان به دنیا آمد و از دانشگاه دولتی وانادزور فارغ‌التحصیل گشت. وی برنده جوایزی همچون مدال موسس خورناتسی و چهره فرهنگی شایسته جمهوری ارمنستان (۲۰۰۶) است. وی در ۱۹ ژوئن ۲۰۲۰ در سن ۶۸ سالگی در ایروان درگذشت.